# Przyroda Wodzisławia Śląskiego
Przyroda Wodzisławia Śląskiego

## Parki
Parki miejskie

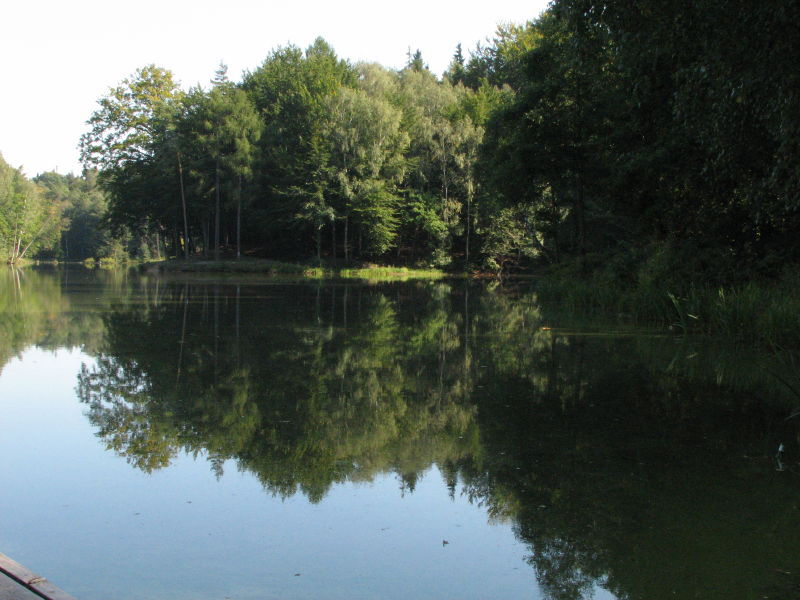
Kąpielisko "Balaton" w Lesie Miejskim na historycznym Grodzisku.

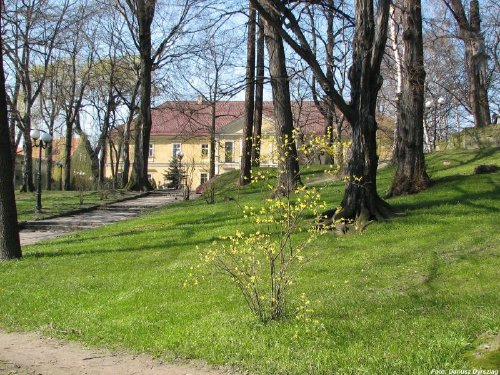
Park Zamkowy, w głębi budynek Pałacu.

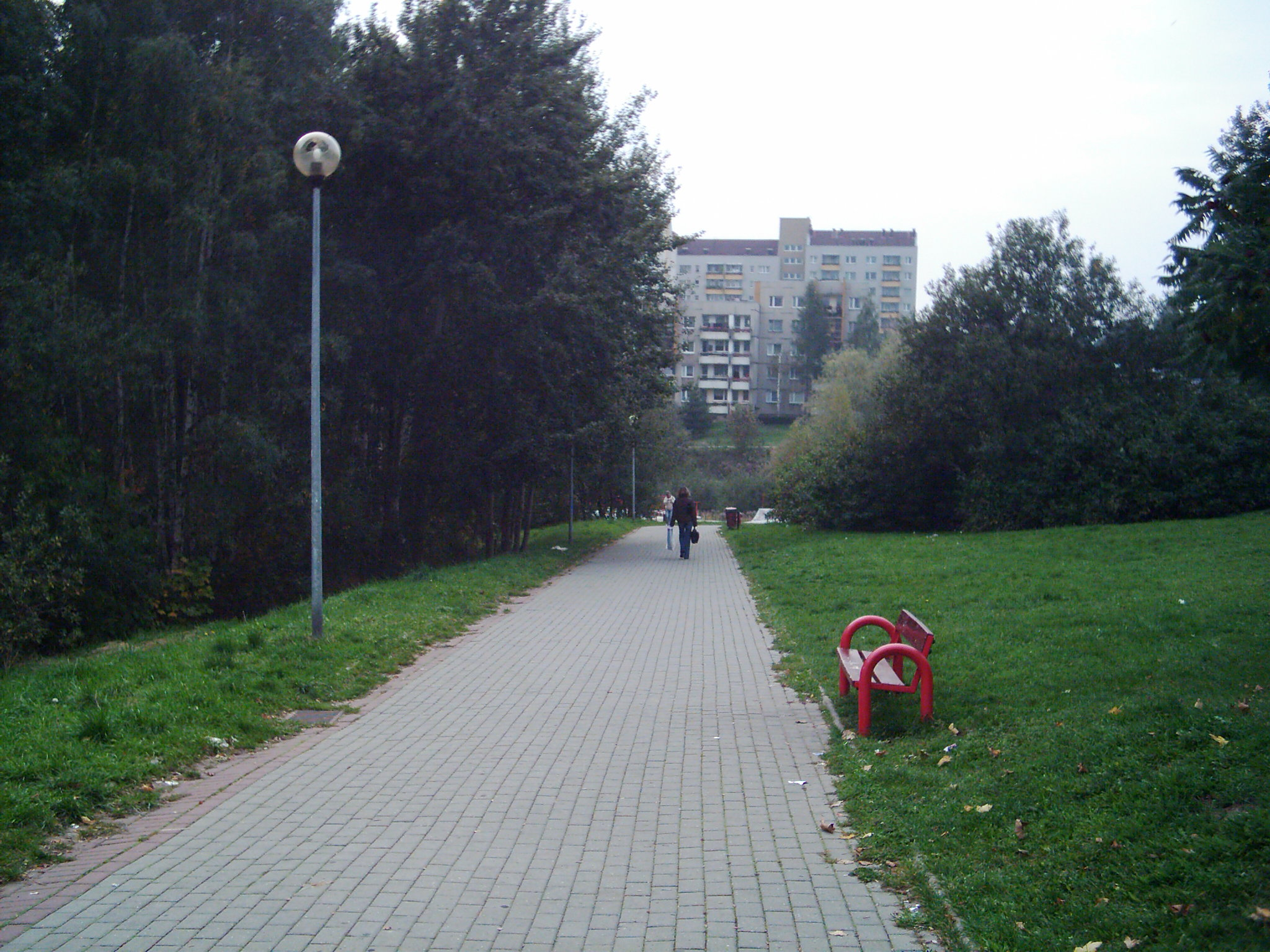
W Wodzisławiu występują liczne wąwozy

- Park Zamkowy – dzielnica Stare Miasto
- Park Zabytkowy Diecezjalny – dzielnica Kokoszyce
- Trzy Wzgórza – dzielnica Trzy Wzgórza

Pomniki przyrody
- Wierzba krucha – ul. Bojowników
- 5 dębów szypułkowych – Las Miejski
- 2 dęby szypułkowe – Park Zabytkowy Diecezjalny
- Dąb szypułkowy - stary cmentarz w Jedłowniku
- 15 dębów czerwonych - boczna ul. Olszyny[1]

Lasy
| Nazwa lasu   | Położenie                          |
| ------------ | ---------------------------------- |
| Las Miejski  | na północny wschód od centrum      |
| Las Leszczok | na wschód od Nowego Miasta         |
| Las Kępa     | na południowy wschód od Radlina II |

Lesistość miasta w 2023 wynosiła 8%.

## Hydrografia

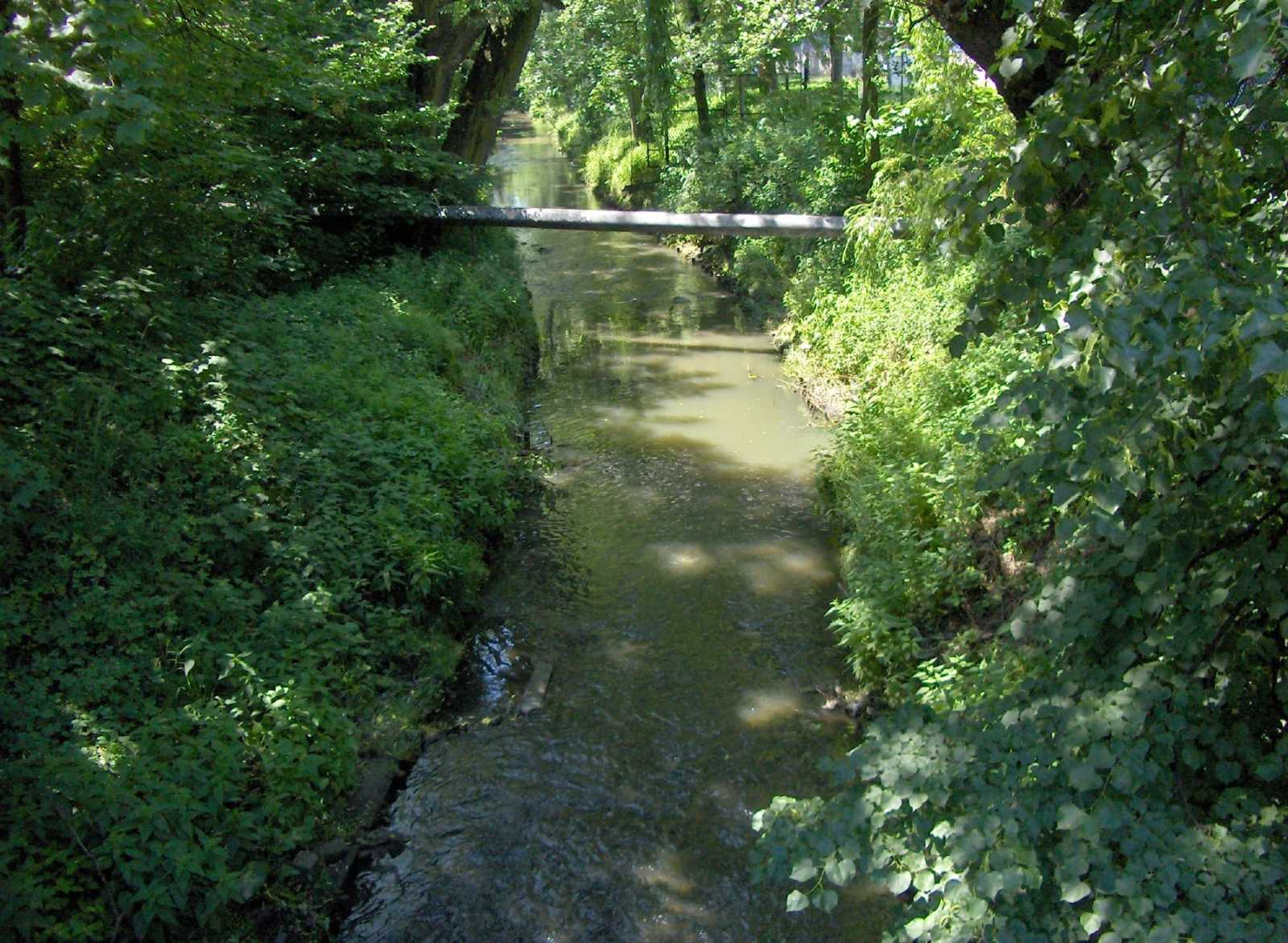
Rzeka Leśnica w Wodzisławiu Śl.

Wodzisław Śląski mimo licznych cieków, leży na terenach  ubogich w zasoby wodne, głównie ze względu na położenie w strefie wododziału między Odrą a Wisłą. W dodatku istniejące zasoby wodne są dość poważnie zdegradowane. W wyniku eksploatacji górniczej naruszono wody podziemne, a powierzchniowe zostały zanieczyszczone ściekami przemysłowymi oraz komunalnymi.
Gospodarczo wody nabierają coraz większego znaczenia. Najłatwiej dostępne są  z utworów czwartorzędowych.  Wykorzystywane  są gospodarczo  również wody z utworów trzeciorzędowych. Należą do nich wody mineralne: siarczanowo – wapniowe  i  siarkowe  występujące  w   Kokoszycach i Zawadzie. W utworach karbońskich występują duże zasoby wód, lecz ze względu na ich wysoką mineralizację nie nadają się one do użycia.
Wody podziemne wydostają się na powierzchnię. Podmokłości dość obficie występują w dolinie Leśnicy. Źródła w rejonie Wodzisławia występują dość licznie, jednak ze względu na uwarunkowania geologiczne mają niewielką wydajność.
Do typowych źródeł zalicza się źródło  przy ul. Dębowej, natomiast „źródła ”przy ul. Łużyckiej są sztucznie utworzonymi wypływami wód z ujęć głębinowych przy ul. Jastrzębskiej.
Głównym ciekiem powierzchniowym, który przepływa przez miasto jest rzeka Lesznica (potocznie Leśnica). Bierze ona swój początek na terenie Radlina, przecina miasto z północy na południe i po przepłynięciu odcinka 10,8 km uchodzi razem z Szotkówką do Olzy na terenie gminy Godów. Jest to rzeka mocno zanieczyszczona, szczególnie od przejęcia w rejonie ulicy Rybnickiej lewego dopływu niosącego ścieki przemysłowe i komunalne z Radlina. Przedtem jeszcze Leśnica przejmuje na terenie miasta 2 prawe dopływy – Jedłownicki Potok i Radliński, dalej z lewej strony Marklówkę i potok Sakandrzok oraz płynący przez teren miasta, ale uchodzący do Leśnicy poza jego granicami – potok Kokoszycki.
W obecnych granicach miasta znajduje się część biegu potoku Syrynka (Zawada) oraz początek bierze potok Mszanka.
	W Wodzisławiu nie ma większych zbiorników wodnych, które by powstały naturalnie. Istniejące są wynikiem działalności człowieka. Są to m.in. stawy rybne, z których największy kompleks znajduje się przy ul. Łużyckiej, wyrobiska cegielniane oraz najbardziej znany i największy  „Balaton”, który został utworzony w lesie na Grodzisku.

## Roślinność i zwierzęta
Flora jaka panowałaby na terenie miasta, gdyby nie degradacja spowodowana przemysłem i działalnością człowieka, to lasy dębowo – grabowe z klonem, lipą drobnolistną i innymi gatunkami oraz  lasy liściaste i mieszane z udziałem dębu. Obecnie  mają one status „lasów ochronnych ”  i zajmują około 6% powierzchni miasta w jego granicach administracyjnych, to jest około 300 ha. Najbardziej zalesione powierzchnie są na wschodzie miasta na tzw. Grodzisku.
Poza  tym   niewielkie  tereny leśne są na obszarze Kokoszyc i Zawady.
Występują w nich przede wszystkim: świerki, sosny, dęby,  buki, brzozy, olchy, modrzewie, jesiony, topole,  graby, lipy i jawory. W niektórych miejscach wzrasta udział buka i lasy przyjmują wtedy charakter buczyny karpackiej, np. w lesie na Grodzisku. W runie natomiast dominuje  borówka czarna i paproć orlica pospolita. Na mokradłach oraz w pobliżu cieków wodnych występuje olsza i różne odmiany wierzby. Można także spotkać okazy podlegające całkowitej ochronie. Są to: barwinek pospolity, bluszcz pospolity, skrzyp olbrzymi, kalina koralowa, konwalia majowa, kopytnik pospolity, kruszyna pospolita, marzanka wonna, pierwiosnka wyniosła, widłak goździsty, żłobik koralowy i centuria pospolita.
	Dużą powierzchnię zajmują pola uprawne wraz z pastwiskami oraz łąki.  Dość   liczną   grupę   stanowią  tereny   podmokłe   z trzciną, pałką wodną
i tatarakiem.
	Duża powierzchnia terenów zielonych sprzyja rozwojowi fauny. Spośród bezkręgowców występują  w lasach najwięksi przedstawiciele chrząszczy w Polsce:  jelonek rogacz i kozioróg dębosz, a także motyl zmierzchnica trupia główka. Z płazów występują traszki, kumaki, rzekotki drzewne, ropuchy zwyczajne i zielone, a także niektóre gatunki gadów – jaszczurki zwinki i żyworódki oraz padalce.  Rzadziej  można  spotkać zaskrońca i żmiję zygzakowatą.
	Nad miastem prowadzi jeden z głównych szlaków przelotów ptaków wędrownych. W Wodzisławiu dominują  przede wszystkim ptaki z przedstawicieli wróblowatych. Natomiast zimą jest miejscem przebywania krukowatych przylatujących ze wschodnich rejonów Eurazji.
Wśród ssaków chronionych, na terenie miasta żyją ryjówki, krety, jeże,   gronostaje, łaski i nietoperze. Występuje także zwierzyna chroniona prawem łowieckim. Wśród ptaków  można spotkać kuropatwy, bażanty i kaczki krzyżówki, natomiast ssaków – zające, sarny, lisy i rzadziej dziki.

## Zanieczyszczenia powietrza
Według raportu Światowej Organizacji Zdrowia w 2016 roku Wodzisław Śląski został sklasyfikowany jako piąte najbardziej zanieczyszczone miasto Unii Europejskiej.